# Federico Gabelli
Federico Gabelli (Pordenone, 25 febbraio 1832 – Napoli, 3 gennaio 1889) è stato un ingegnere e politico italiano.
Elaborò i progetti per la costruzione di diverse tratte ferroviarie, come la Treviso-Belluno, la Conegliano-Belluno e alcuni tratti della linea Bologna-Padova. Propose il collegamento della Sicilia con il continente tramite un tunnel da costruire sotto lo stretto di Messina.
 Nella sua opera Conferenze (Padova 1880) è illustrata la sua attività per la realizzazione del nuovo assetto delle ferrovie in Italia.
Lavorò per molto tempo per la Società Veneta per Imprese e Costruzioni Pubbliche, che all'epoca era impegnata nella ristrutturazione di varie aree del centro storico di Roma.
Fu progettista di alcuni tra gli edifici che circondano Piazza del Popolo, tra i quali il Palazzo Municipale, inaugurato nel 1882 dalla Regina Margherita.
Deputato al Parlamento per Pordenone (1870-74), era noto come un oratore dai toni piuttosto franchi, spesso in polemica col governo dell'epoca presieduto da Francesco Crispi. 
Era fratello del noto pedagogista e filosofo positivista Aristide Gabelli.

## Opere
- La congiunzione di Belluno alla rete ferroviaria, Padova 1878
- Conferenze, Padova 1880